# Momentmagnitude-skalaen
Momentmagnitude-skalaen, Moment Magnitude Scale (MMS) med benævnelsen MW eller blot M, er en skala som bruges af seismologer til at sammenligne energiudladninger fra jordskælv. Den blev introduceret i 1979 af Thomas C. Hanks og Hiroo Kanamori som en efterfølger til Richterskalaen.
I momentmagnitudeskalaen indgår forskellige data, bl.a. størrelsen af forkastningen og den samlede energi udløst ved skælvet.
Skalaen anvendes af bl.a. United States Geological Survey.